# Louis-Henri de Rochefort d'Ally
Louis-Henri de Rochefort d'Ally, né vers 1710 au château du Thiollent, mort à Dijon le 13 juin 1772, ecclésiastique, fut évêque de Chalon-sur-Saône de 1753 à 1772.

## Biographie
Louis-Henri de Rochefort, issu d'une noble famille d'Auvergne, nait vers 1710 au château du Thiollent dans le diocèse du Puy. Il est le fils de Pierre, seigneur de Prades, de Thiolent et d'Ally, et de Thérèse de Voguë († 1715). 
Docteur de la Sorbonne, chanoine-comte de Brioude et de Saint-Claude et grand vicaire de l'évêché de Saint-Claude, il est nommé évêque de Chalon en 1753, confirmé le 1er avril 1754 et consacré en avril suivant par l'archevêque de Sens. Le 8 octobre 1761, il adresse une correspondance au Chancelier de France pour prendre la défense de l'Ordre des Jésuites. En 1772 il assiste à Dijon aux États de Bourgogne et meurt le jour de leur clôture le 13 juin. Son oraison funèbre est prononcée à Chalon-sur-Saône le 18 août suivant par l'abbé Bérard.